# Arte dei Calzolai

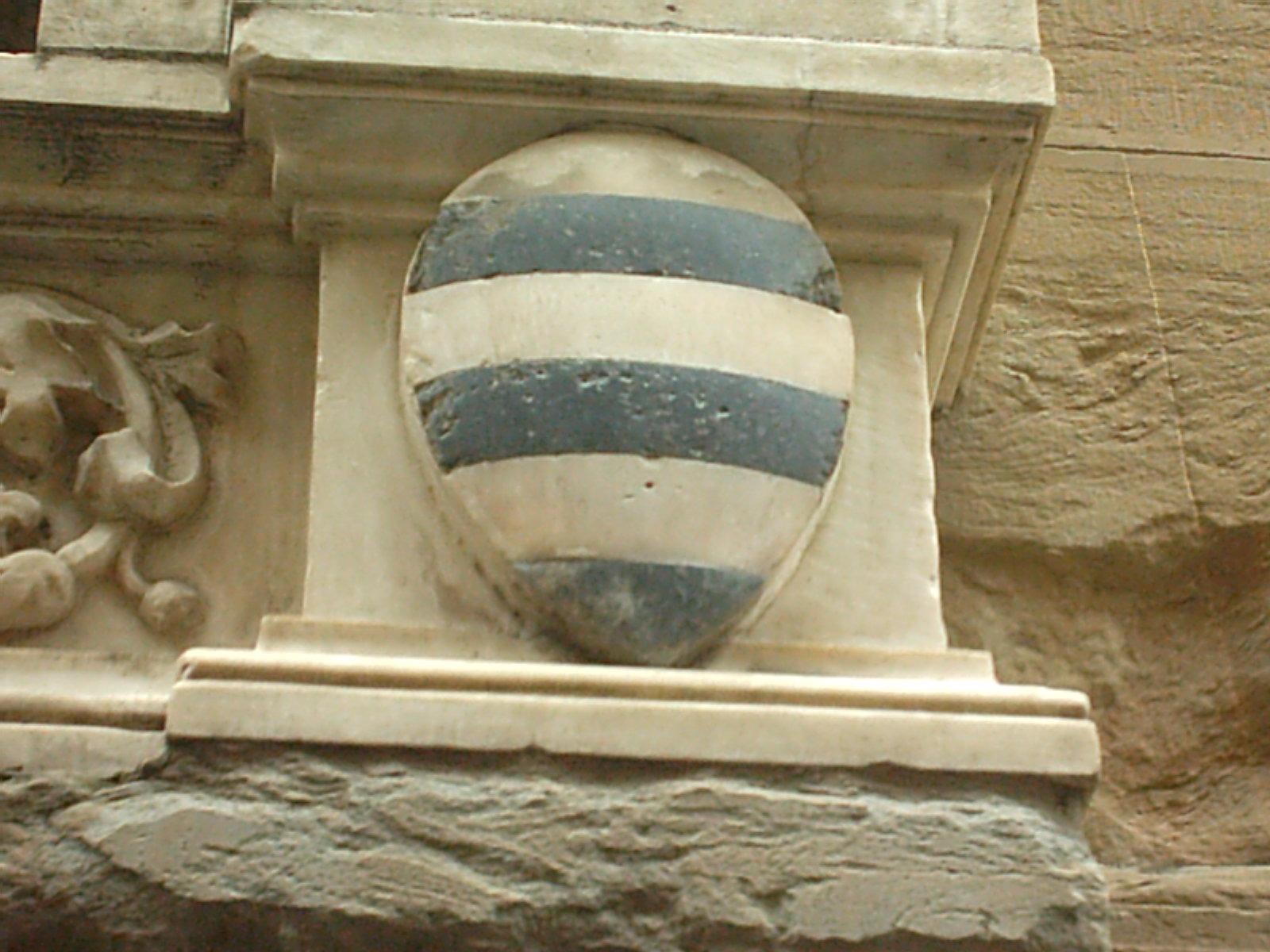
Médaillon de la corporation sur la façade d'Orsanmichele

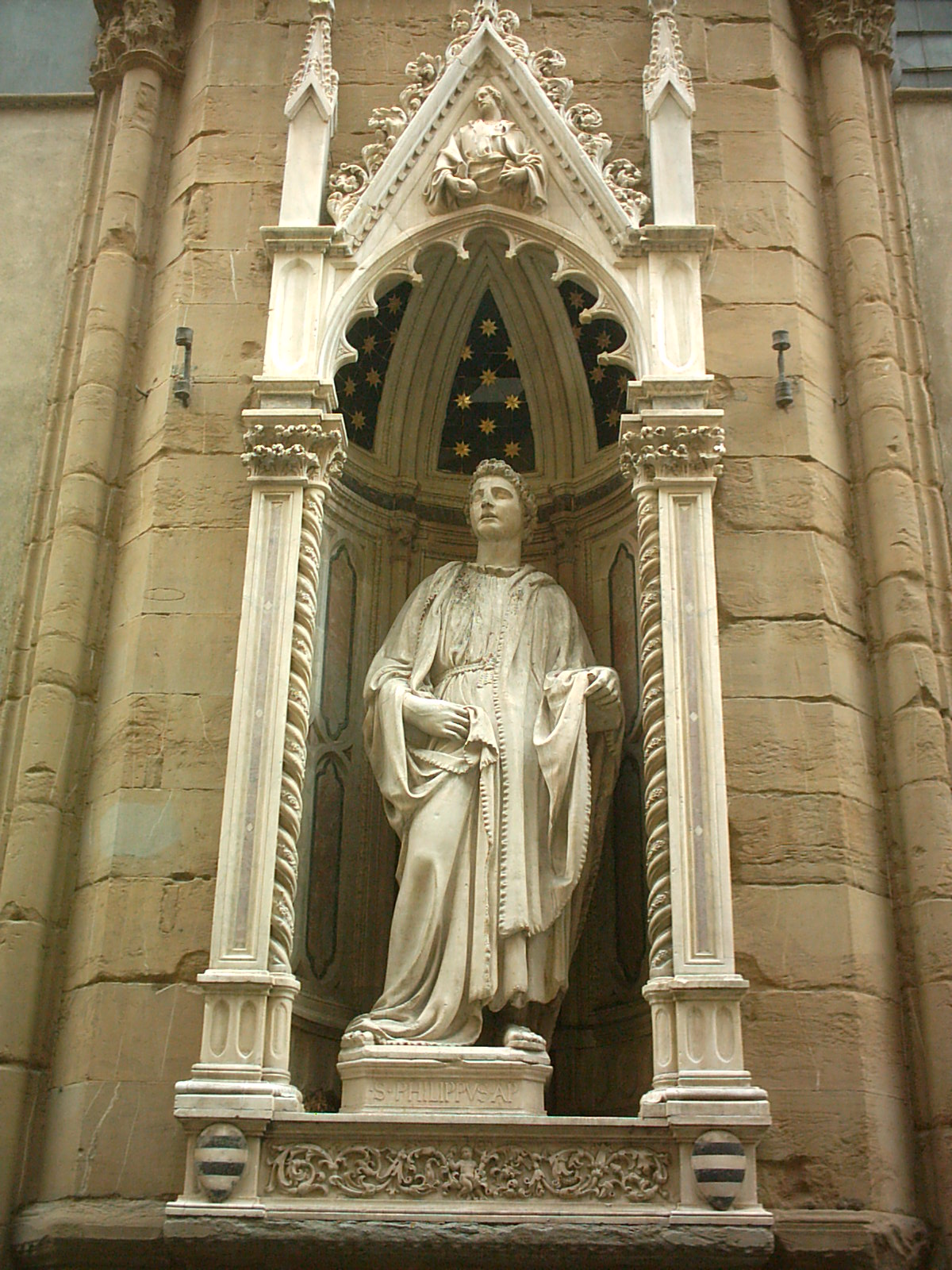
San Fillippo de Nanni di Banco

L'Arte dei Calzolai est une corporation des arts et métiers de la ville de Florence, l'un des arts mineurs des Arti di Firenze qui y œuvraient avant et pendant la Renaissance italienne.

## Membres de la corporation
Les artisans et les commerçants qui appartenaient à cette corporation sont les I calzolai, i pianellai, soit tous les Chaussetiers : les chausseurs, les cordonniers, les bottiers, qui fabriquaient les chaussures de femme (semblables à nos sandales) agrémentées de soie, de fils d'or et d'argent tressés, de perles, et pour les hommes des bottes, également pour les usages militaires.
Les cordonniers florentins travaillaient pour des heures en étant assis devant leurs bischetti, tables typiques sur lesquelles reposaient tous leurs outils, avec leur tablier de cuir sur les genoux.
Les  cintai fabriquaient les ceintures pour l'habillement et les lanières pour les chaussures, et les  collettai les cols (de daim, de cerf ou d'antilope) pour protéger le cou des porteurs de cuirasses.
La plupart des personnes portaient cependant  de simples sabots de bois ou des semelles  qui se nouaient avec des lacets (ciantelle ou pianelle), semblables à des pantoufles qui étaient employées même à l'intérieur.

## Historique
Leurs très nombreuses boutiques se trouvaient  dans l'actuelle Via Pietrapiana, anciennement divisée entre la Via  Pianellai et la Via Scarpentieri. Le siège de cette corporation était posté dans le chiasso di Messer Bivigliano.

## Saint  patron
- Saint Philippe représenté par une statue datant de Nanni di Banco dans une des niches (tabernacoli) de l'église d'Orsanmichele.

## Héraldique
Trois bandes noires horizontales en champ blanc.

## Sources
- (it) Cet article est partiellement ou en totalité issu de l’article de Wikipédia en italien intitulé « Arte dei Calzolai » (voir la liste des auteurs).